# 対馬駐屯地
- 対馬駐屯地（陸自・対馬警備隊）
- 海栗島分屯基地（空自・第19警戒隊）
- 対馬防備隊（海自・防備隊本部）
  - 上対馬警備所
  - 下対馬警備所
  - 壱岐警備所

対馬駐屯地（つしまちゅうとんち、JGSDF Camp Tsushima）とは、長崎県対馬市厳原町桟原38に所在し、対馬警備隊等が駐屯する陸上自衛隊の駐屯地である。

## 概要
対馬駐屯地は1873年（明治6年）に対馬府中藩主、宗義真の館（桟原城跡地）に旧陸軍が駐屯したことに始まる。1962年（昭和37年）に別府の第41普通科連隊第4中隊が「対馬派遣隊」として移駐した。1980年（昭和55年）に勢力が増強されて「対馬警備隊」となるとともに対馬駐屯地が開設された。
西に朝鮮半島、東に九州を臨む国際海峡の真ん中に位置する対馬にあり、地政学上チョークポイントとされる国家防衛の要衝である。近隣には海上自衛隊対馬防備隊（対馬市美津島町竹敷4-191）の上対馬警備所（対馬市上対馬町大浦847）と下対馬警備所（対馬市厳原町安神550）、航空自衛隊第19警戒隊（海栗島分屯基地）が所在しており、朝鮮半島有事の際には本土から増援部隊が来ることを前提にしている。
駐屯地司令は、対馬警備隊長が兼務。最寄の演習場は、上見坂演習場。

## 沿革
陸上自衛隊福岡駐屯地対馬分屯地
- 1962年（昭和37年）8月25日：福岡駐屯地対馬分屯地として設置[2]。第41普通科連隊第4中隊が「対馬派遣隊」として移駐。

陸上自衛隊対馬駐屯地
- 1980年（昭和55年）3月25日：駐屯地に昇格[3]。

1. 対馬警備隊が新編。
2. 第436会計隊を対馬駐屯地に新編。

- 1996年（平成08年）：営内隊員の生活隊舎が新設[4]。
- 2004年（平成16年）：車両整備工場と訓練グラウンドが新設。
- 2024年（令和 6年）3月21日：第301電子戦中隊の一部（約30人）を配備[5]。

## 駐屯部隊

### 西部方面隊隷下部隊
- 第4師団
  - 対馬警備隊
- 西部方面システム通信群
  - 第102基地システム通信大隊
    - 第304基地通信中隊
      - 対馬派遣隊
- 西部方面会計隊
  - 第436会計隊

### 陸上総隊隷下部隊
- 電子作戦隊
  - 第301電子戦中隊の一部

### 防衛大臣直轄部隊
- 警務隊
  - 西部方面警務隊
    - 第134地区警務隊
      - 対馬派遣隊

## 最寄の幹線交通
- 一般道：国道382号、長崎県道44号桟原小茂田線、長崎県道24号厳原豆酘美津島線、長崎県道39号上対馬豊玉線
- 港湾：厳原港（重要港湾）
- 飛行場：対馬空港（第三種空港）